# Дитенхайм
Дитенхайм (нем. Dietenheim) — город в Германии, в земле Баден-Вюртемберг. 
Подчинён административному округу Тюбинген. Входит в состав района Альб-Дунай.  Население составляет 6588 человек (на 31 декабря 2010 года). Занимает площадь 18,76 км². Официальный код  —  08 4 25 028.

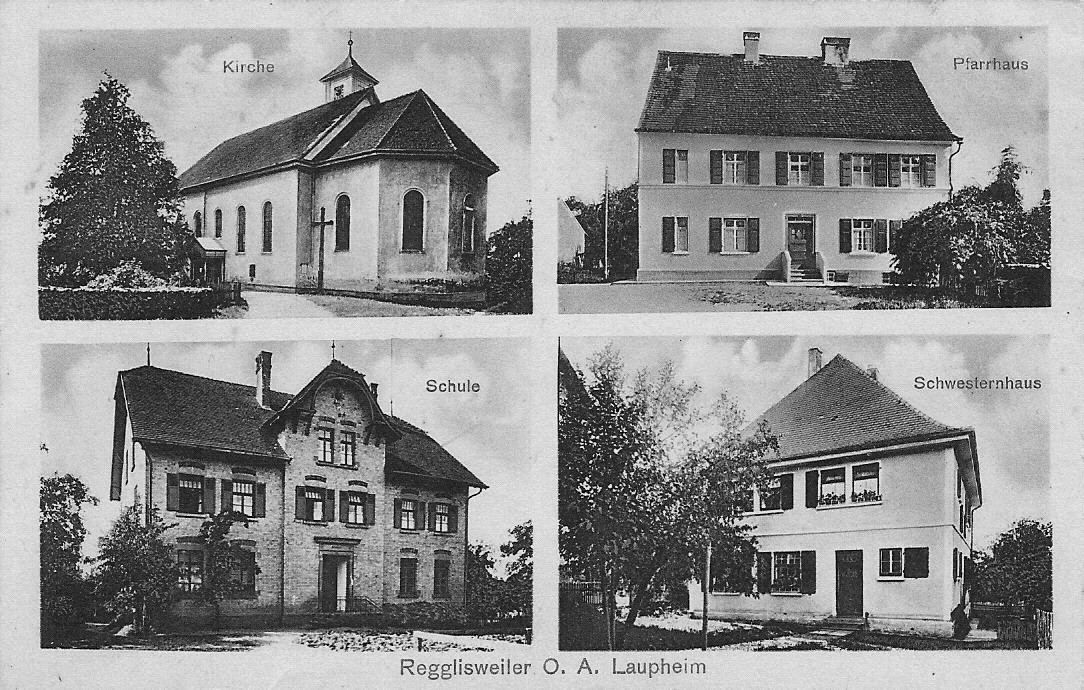
Дитенхайм

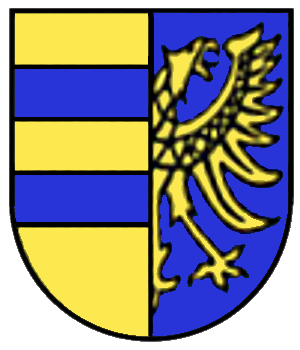
Дитенхайм